# 乙女峠 (神奈川県・静岡県)
乙女峠（おとめとうげ）は、静岡県御殿場市と神奈川県足柄下郡箱根町の境に位置する箱根外輪山にある、峠の名称である。

## 概要
標高1,105 m。古来、富士山の眺望に優れた景勝地として知られ、富士見三峠（ふじみみつとうげ）の一つに数えられる（他の二つは、御坂峠と薩埵峠）。
乙女峠から尾根道を北東方向に進むと長尾山を経て金時山に至る。乙女峠から尾根道を南西方向に進むと丸岳に至る。
麓からの登山道はヒノキ林を通り、途中に石の多い急斜面がある。
乙女峠の下を貫く国道138号の「乙女トンネル」が、1964年（昭和39年）に有料道路の乙女道路として開通した。この道路は1984年（昭和59年）に無料化された。
また御殿場駅の箱根側の出入口は、乙女峠にちなんで「箱根乙女口（はこねおとめぐち）」の名で呼ばれている。

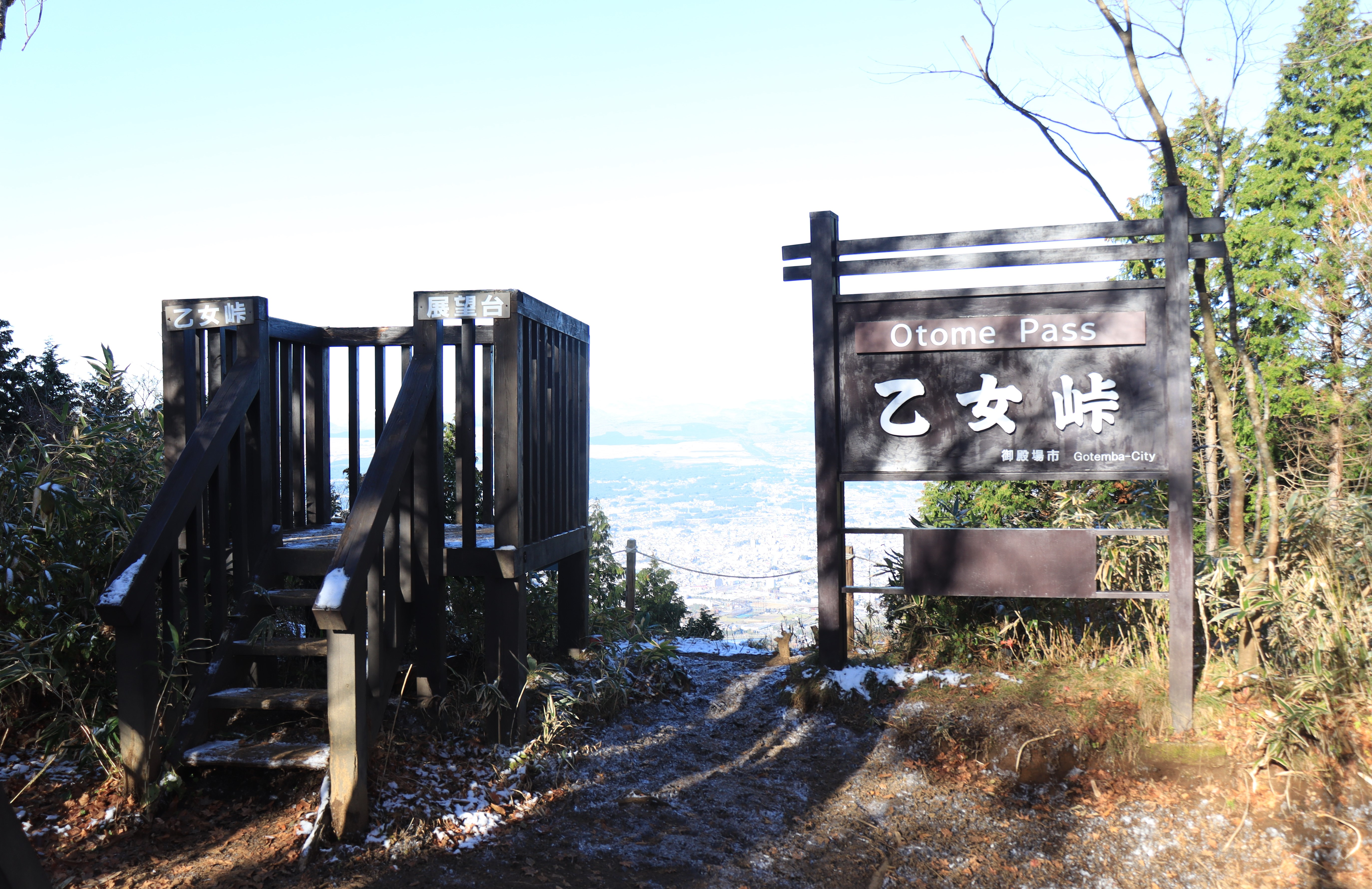
西側の御殿場市側にある展望台
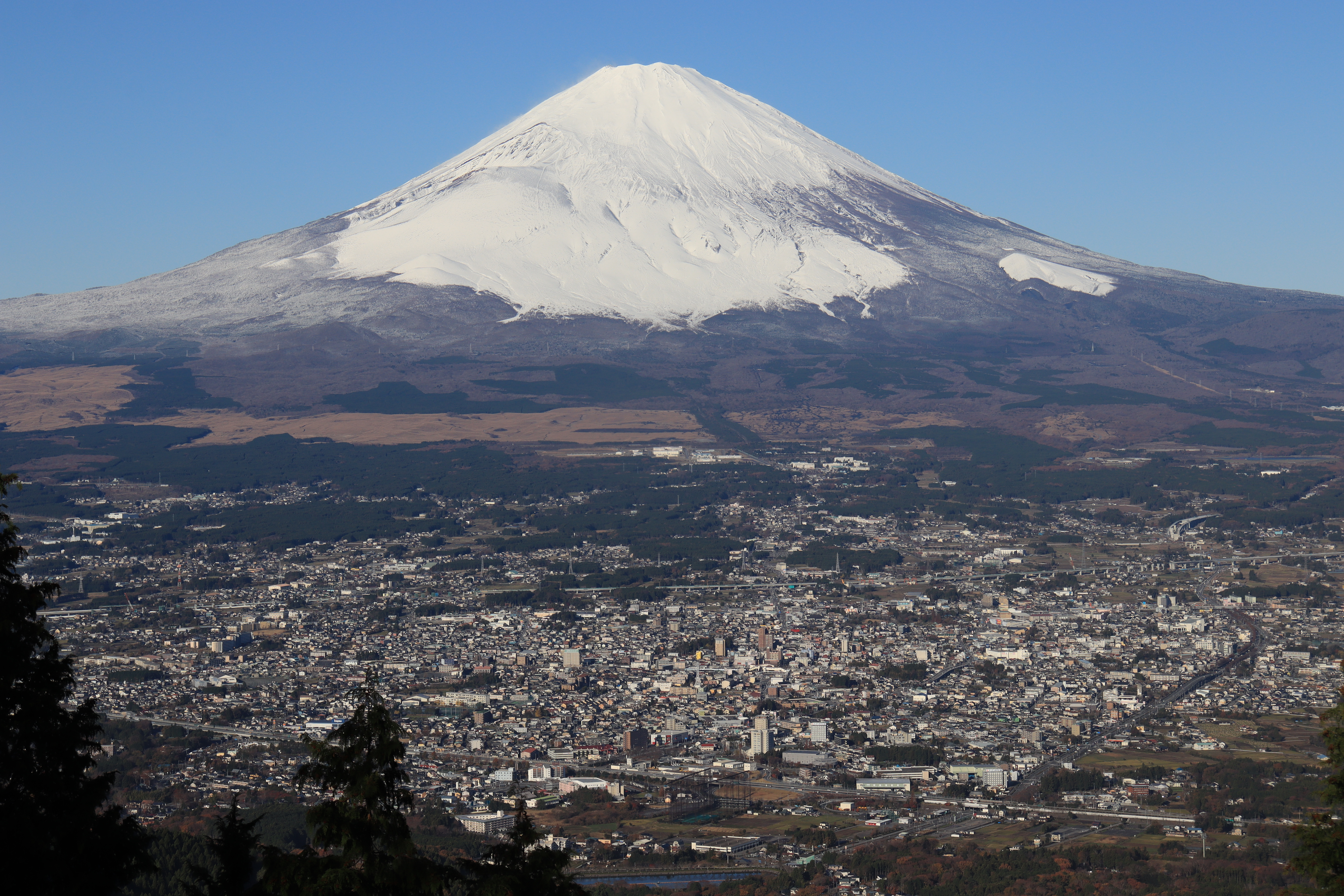
乙女峠の展望台から望む富士山

## 由来と伝承
箱根の仙石原に「とめ」という名前の若い女性が住んでいた。「おとめさん」と呼ばれていたこの娘は父の病の治癒を願い、この峠を越えて御殿場の地蔵堂へ百か日の願掛けに参拝し続け、最後には願いがかない父の身代わりとなってこの峠で亡くなった。この「おとめさん」の逸話から「乙女峠」と呼ぶようになったという伝承が残る。
江戸時代になると仙石原には関所が設けられ、通行の際はここでしばしば足止めされた。このことから「御留峠」（おとめとうげ）と呼ばれるようになり、これが「乙女峠」へと変化していった。

## 交通

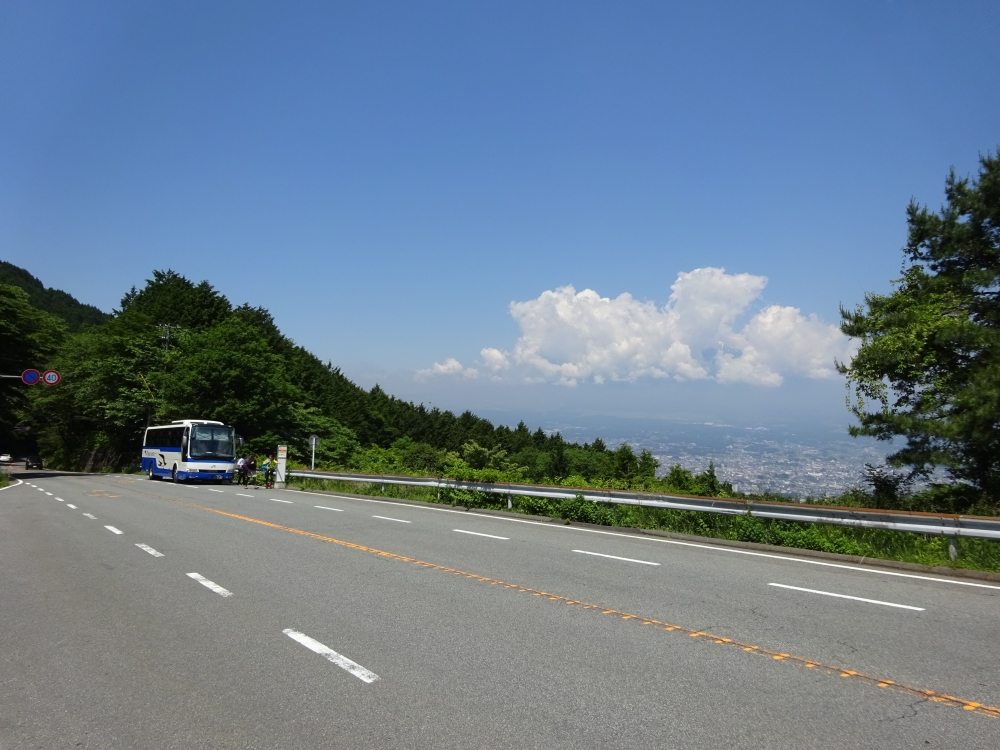
乙女峠バス停

「乙女峠」バス停留所（乙女トンネルの静岡県側出口付近）
- 小田急ハイウェイバス ※日中は30分間隔
  - W系統 新宿 - 箱根線 新宿駅 - 東名御殿場 - （JR御殿場線）御殿場駅 - 乙女峠 - 箱根仙石 - 仙石案内所前 - 箱根桃源台 - 箱根小田急山のホテル
- 箱根登山バス（1時間に1本程度）
  - S系統 「観光施設めぐりバス」（路線バス） ユネッサン - 強羅駅 - ポーラ美術館 - 仙石 - 湿生花園前 - 乙女峠 - 御殿場プレミアム・アウトレット
  - M系統 「観光施設めぐりバス」（路線バス）　ユネッサン - 強羅駅 - 宮城野 - 仙石 - 乙女峠 - 御殿場プレミアム・アウトレット　
  - L系統 湯本・アウトレット線　箱根湯本駅 - 宮ノ下 - 宮城野 - 仙石 - 乙女峠 - 御殿場プレミアム・アウトレット ※1日2本のみ。その他は「仙石」で乗換え。
  - G系統 御殿場線 箱根湯本駅 - 宮ノ下 - 宮城野 - 仙石 - 乙女峠 - （JR御殿場線）御殿場駅 ※土休日2本のみ
  - G系統 御殿場線 ユネッサン - 強羅駅 - 宮城野 - 仙石 - 乙女峠 - （JR御殿場線）御殿場駅
  - G系統 御殿場線 仙石案内所前 - 仙石 - 乙女峠 - （JR御殿場線）御殿場駅